# Конноспортивный манеж

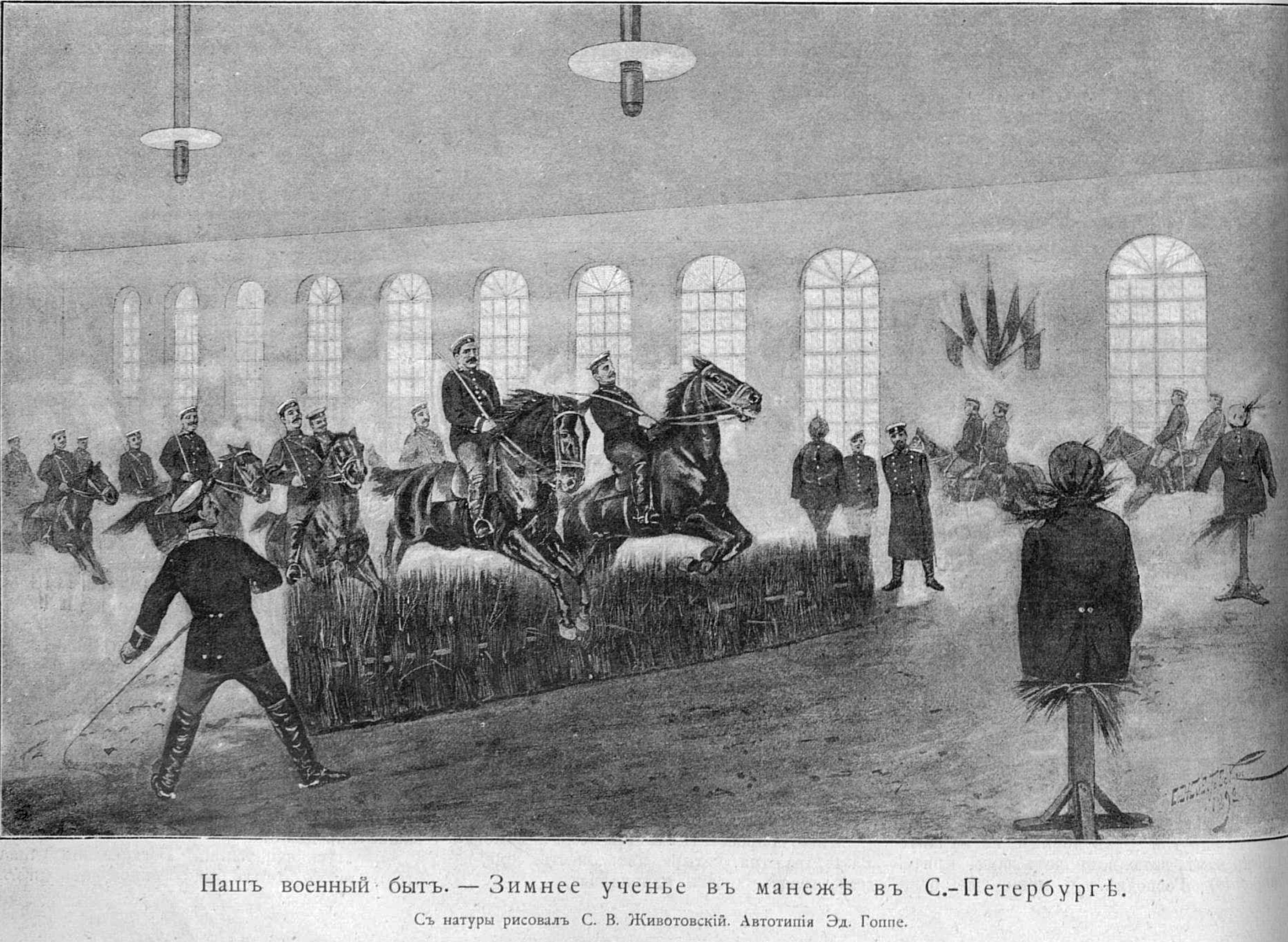
Зимнее учение в манеже в Петербурге, конец XIX века.

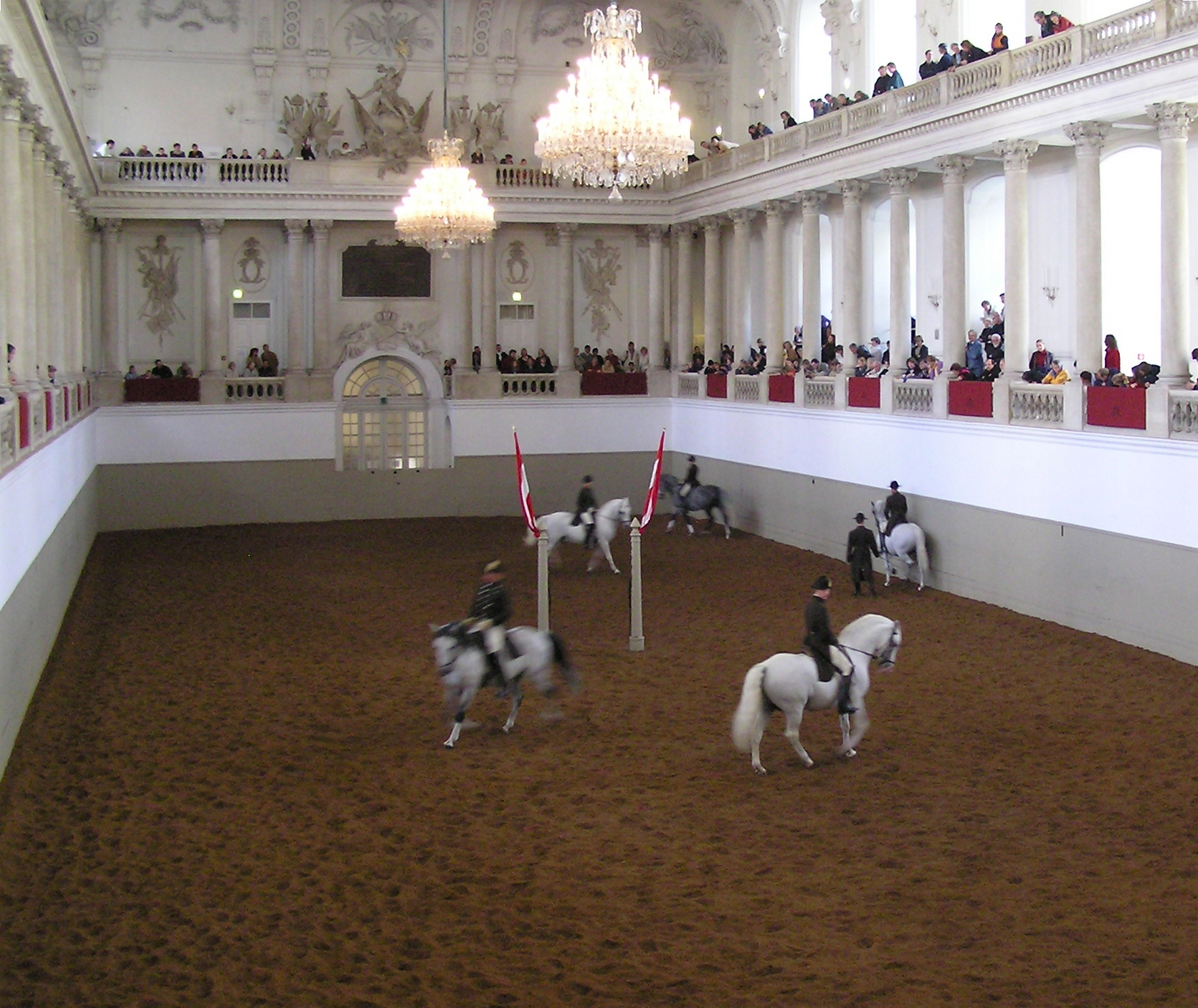
Венская испанская придворная школа верховой езды

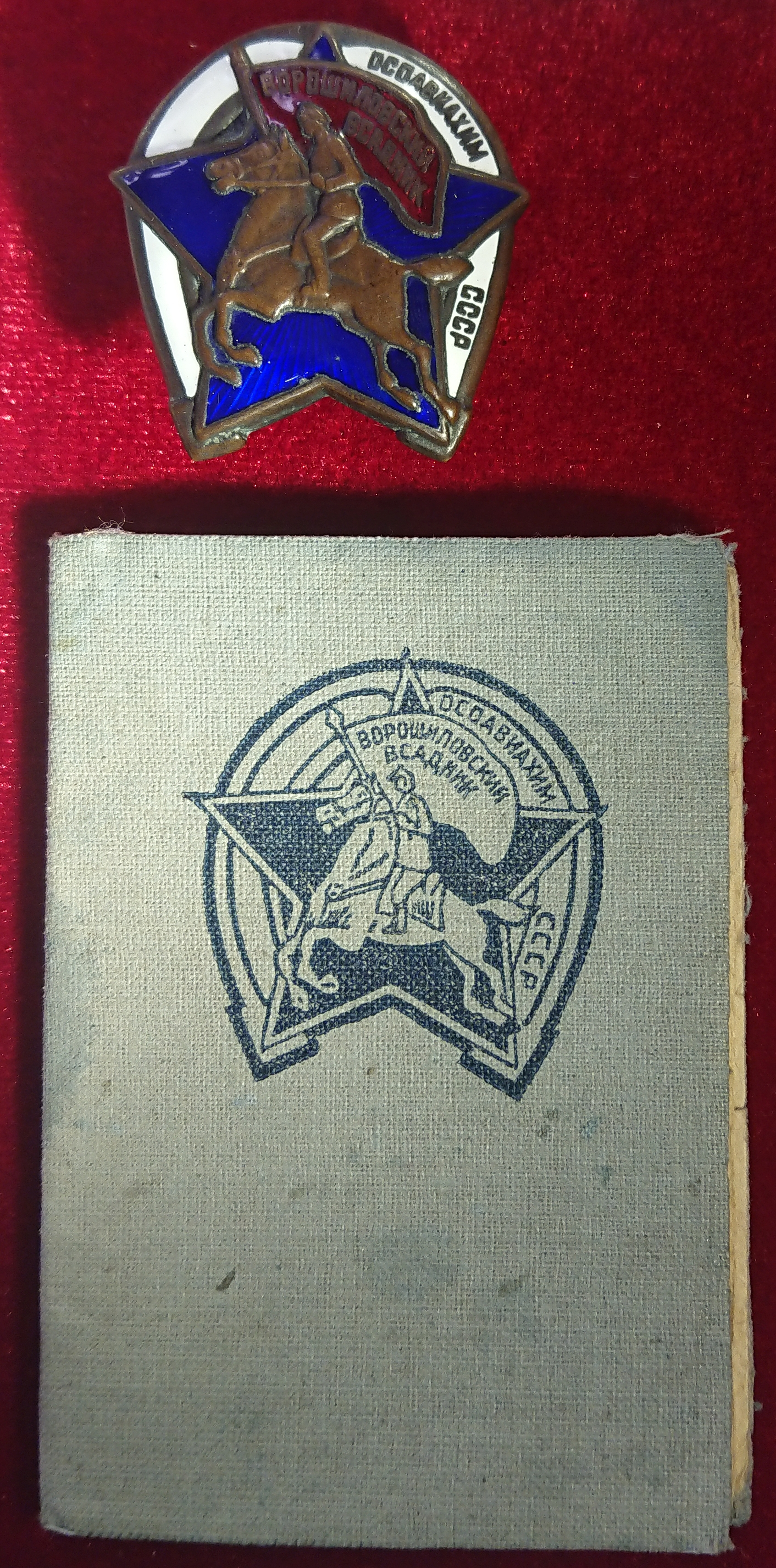
Знак Осоавиахима «Ворошиловский всадник» и удостоверение к нему

Мане́ж — один из видов спортивных сооружений: крытая площадка для тренировки и соревнований в конных видах спорта; открытый манеж носит название ипподром.
Во времена кавалерии строились, в частности, при воинских частях и военно-учебных заведениях, некоторые манежи стали объектами культурного наследия. Езда, заученная по правилам конного искусства, — манежная езда, а выезжать лошадь на нём — мане́жить

## История
В военном деле России слово «манеж» имело два значения: здание, приспособленное для верховой езды, и огороженное для этой цели место на плацу. Во втором случае манеж называется открытым. Манеж был удобен при первоначальном обучении верховой езде в коннице и при выездке молодых лошадей. Закрытый манеж, кроме того, давал возможность производить занятия в плохую погоду и при искусственном освещении: поэтому манеж обыкновенно пользовали и пехотные войска.
Здание манежа для тренировки и выводки верховых и рысистых лошадей, для заездки и тренировки молодняка, а также для обучения верховой езде, устраиваются и устраивались на конных заводах и в воинских частях вблизи конюшен, открытого или закрытого типа. В СССР большое значение имели манежи при спорт-клубах в деле подготовки кадров «ворошиловских всадников», члены спорт-клубов овладевали искусством верховой езды и стрельбы с лошади.

## Требования к манежу
Манеж должен быть плоским и ровным. Примерные размеры манежа — 50—60 м в длину и 17—20 м в ширину, а для рысистых лошадей манеж делается круглой формы диаметром 34—35 м. Разница в уровне по диагоналям или по длинной стенке не должна превышать 50 см. По коротким стенкам разница в уровне не должна превышать 20 см.
Грунт в манеже должен быть в основном песчаным либо глинобитным, с настилом из мелкого просеянного речного песка или древесных опилок.
Судьи на соревнованиях находятся на разных сторонах манежа.

## Разметка
20x40 (для начинающих)
|   | K | E | H |   |
| A | D | X | G | C |
|   | F | B | M |   |

20x60 (стандартный)
|   | K | V | E | S | H |   |
| A | D | L | X | I | G | C |
|   | F | P | B | R | M |   |

## Разминочный манеж

### Тренировочное поле
Как минимум за два дня до начала первой езды в программе соревнований участникам должно быть предоставлено, по меньшей мере, одно поле для тренировок размером 60 м х 20 м.
По возможности, грунт на нём должен быть такого же качества, как и на боевом поле.
В тех случаях, когда нет возможности предоставить для тренировок поле размером 60 м х 20 м, участникам должно быть разрешено работать на боевом поле.
В программе должно быть приведено чёткое расписание с указанием времени, в течение которого боевое поле может быть использовано для тренировочных целей.

### 10-минутный манеж
Это последнее тренировочное поле перед выездом в соревновательный манеж. Поле обязательно для Олимпийских игр и Чемпионатов и рекомендовано для всех CDI/CDIO.
Правила
1. 10-минутный манеж должен иметь такой же грунт, как и соревновательный
2. Всаднику разрешается въехать в манеж после выезда оттуда всадника, въезжающего в соревновательный манеж. В этом манеже не может находиться одновременно более одного всадника
3. Всадник может отказаться от использования 10-минутного манежа
4. Поле должно постоянно находиться под контролем стюарда
5. Разрешены подгонка снаряжения и приведение лошади в порядок